# Leif Eriksen
Leif Eriksen (Oslo, 14 maggio 1940 – Oslo, 31 gennaio 2024) è stato un calciatore e allenatore di calcio norvegese, di ruolo attaccante.

## Biografia
Anche suo figlio, Bengt Eriksen, divenne un calciatore e allenatore.

## Carriera

### Club

#### Vålerengen
Eriksen giocò per il Vålerengen dal 1959 al 1968. Fu capocannoniere del campionato 1963, mentre vinse il campionato 1965 con questa maglia. Sempre nel 1963, con le 22 reti realizzate in campionato, diventò il calciatore ad aver segnato più gol con la maglia del Vålerengen in una sola stagione. Negli anni successivi, Jørn Andersen e Viðar Örn Kjartansson batterono il suo record. Totalizzò 142 presenze e 57 reti in questo lasso di tempo.

### Nazionale
Collezionò 4 presenze per la Norvegia. Esordì il 13 maggio 1964, andando anche a segno nella sconfitta per 1-4 contro l'Irlanda. Fu l'unica rete realizzata per la selezione scandinava.

## Palmarès

### Club

#### Competizioni nazionali
- Campionato norvegese: 1

Vålerengen: 1965